# Asplenium macedonicum
Asplenium macedonicum är en svartbräkenväxtart som beskrevs av Jenő Béla Kümmerle.
Asplenium macedonicum ingår i släktet Asplenium och familjen Aspleniaceae. Inga underarter finns listade i Catalogue of Life.